# U6-os metróvonal (München)
Az U6-os metróvonal (eredeti nevén U-Bahnlinie 6) a müncheni metróhálózat leghosszabb tagja, Garching-Forschungszentrum és Klinikum Großhadern között közlekedik. 26 állomás található a 27 kilométeres vonalon, amely közben áthalad München belvárosán és érinti a Marienplatz-ot. Münchner Freiheit és Implerstraße között azonos útvonalon halad az U3-as metróval. Fröttmaning állomásnál található az Allianz Arena.
A vonal színe: kék.

## Állomáslista és átszállási lehetőségek
| U6 (Garching-Forschungszentrum ↔ Klinikum Großhadern) |                                                         |
| Megállóhely                                           | Átszállási kapcsolat(ok)                                |
| Garching-Forschungszentrum                            | 230 , 292 , 690 P+R                                     |
| Garching                                              | 230 , 290 , 292                                         |
| Garching-Hochbrück                                    | 219 , 290 , 292 , 294 , 695                             |
| Fröttmaning                                           | P+R                                                     |
| Kieferngarten                                         | 140 , 170 , 171 P+R                                     |
| Freimann                                              | P+R                                                     |
| Studentenstadt                                        | 50 , 177 , 181 , 231 , 233                              |
| Alte Heide                                            | 50                                                      |
| Nordfriedhof                                          |                                                         |
| Dietlindenstraße                                      | 59                                                      |
| Münchner Freiheit                                     | 53 , 54 , 59 , 142                                      |
| Giselastraße                                          | 54 , 150 , 154                                          |
| Universität                                           | 150 , 153 , 154                                         |
| Odeonsplatz                                           | , 100 , 153                                             |
| Marienplatz                                           | , 52 , 132                                              |
| Sendlinger Tor                                        | , 62                                                    |
| Goetheplatz                                           | 58                                                      |
| Poccistraße                                           | 62                                                      |
| Implerstraße                                          | 132                                                     |
| Harras                                                | Bayerische Oberlandbahn 53 , 54 , 130 , 132 , 134 , X30 |
| Partnachplatz                                         | 54                                                      |
| Westpark                                              | 63                                                      |
| Holzapfelkreuth                                       | 51 , 151 , 167                                          |
| Haderner Stern                                        |                                                         |
| Großhadern                                            | 56 , 160 , 268                                          |
| Klinikum Großhadern                                   | 56 , 266 , 269 P+R                                      |